# 阿基·施密特
阿基·施密特（德語：Aki Schmidt，1935年9月5日—2016年11月11日），德国男子足球运动员，场上位置是中场。他曾代表西德国家队参加1958年国际足联世界杯，结果队伍获得第四名。